# Национальная художественная галерея (Малайзия)
Национальная художественная галерея (малайск. Balai Seni Negara) — общественная художественная галерея, расположенная в Куала-Лумпуре (Малайзия). Расположена вдоль Jalan Tun Razak, на севере центрального Куала-Лумпура рядом с Дворцом Культуры, главной сценической площадкой Малайзии для всех видов театрального искусства, включая музыкальный театр, оперетту, классический концерт и оперу. Галерея является учреждением при Министерстве туризма, искусства и культуры.
Здание галереи было спроектирована Дато Ар. Мир Шариманом из архитекторной кампании Arkitek MAA Sdn Bhd. Галерейные пространства, обрамляющие круговой пандус, служат выставочными площадками. Спиральный пандус в центре обеспечивает посетителям динамичный визуальный опыт с разных углов зрения на каждом уровне.

## История
Первая выставка галереи прошла 28 августа 1958 года, организованная Тунку Абдул Рахманом, первым премьер-министром Малайзии. В течение 25 лет галерея располагалась в двухэтажном здании рядом с первым зданием парламента Малайзии (тогда известным как Федерация Малайи), которое было выделено правительством для официального размещения Национального института визуальных искусств Малайзии.
13 ноября 1998 года, одновременно с открытием 13-й Азиатской международной художественной выставки в Куала-Лумпуре, галерея переехала в новое помещение. Новое здание включает 6 галерей, мастерскую и творческое здание, ресурсный центр, аудиторию на 144 места, а также административный офис.